# Talk of the Town (Ayreon)
Talk of the Town è un singolo del gruppo musicale olandese Ayreon, pubblicato il 17 settembre 2020 come terzo estratto dal decimo album in studio Transitus.

## Descrizione
Definita da Arjen Anthony Lucassen come «la traccia più in stile Ayreon dell'album», il brano ha visto la partecipazione vocale di Paul Manzi, Tommy Karevik e Cammie Gilbert, oltre all'attore Tom Baker.

## Video musicale
Parallelamente all'uscita del singolo è stato pubblicato un lyric video del brano attraverso il canale YouTube del gruppo.

## Tracce
1. Talk of the Town – 4:52
2. This Human Equation – 3:42
3. Hopelessly Slipping Away – 4:28
4. Get Out! Now! – 5:02

## Formazione
Musicisti
- Arjen Lucassen – chitarra, basso, tastiera, glockenspiel, dulcimer, pianoforte giocattolo
- Tom Baker – voce di The Storyteller
- Paul Manzi – voce di Henry
- Tommy Karevik – voce di Daniel
- Cammie Gilbert – voce di Abby
- Joost van der Broek – Hammond, pianoforte, Fender Rhodes, arrangiamento orchestrale
- Juan van Emmerloot – batteria
- Ben Mathot – violino
- Jeroen Goossens – flauti, legni
- Jurriaan Westerveld – violoncello
- Alex Thyssen – corno
- Hellscore – coro
- Noa Gruman – direzione del coro
- Dianne van Giersbergen – soprano
- Patty Gurdy – ghironda
- Thomas Cochrane – tromba, trombone

Produzione
- Arjen Lucassen – produzione, registrazione, missaggio, registrazione batteria
- Brett Caldas-Lima – mastering
- Jos Driessen – registrazione batteria
- Paul Midclaft – registrazione voce di Baker
- Yonatan Kossov – registrazione coro
- Thomas Cochrane – registrazione pianoforte, Fender Rhodes, tromba e trombone